# Schloss Tournay
Das Schloss Tournay (franz. Château de Tournay) ist ein Schloss im Ortsteil Pregny der Gemeinde Pregny-Chambésy, im Kanton Genf in der Schweiz am rechten Ufer des Genfersees.

## Geschichte

### Vom 12. bis zum 18. Jahrhundert
Über die genauen Ursprünge des Schlosses existieren keine schriftlichen Überlieferungen. Im 10. Jahrhundert gehörte die Landschaft um Gex, in dem sich das heutige Schloss Tournay befindet, zum comitatus equestris einer nicht näher bezeichneten Grafschaft, die sich aus dem Hinterland des römischen Municipiums Nyon heraus entwickelt hatte. Nach der Gründung mehrerer anderer Landgüter, sogenannter feudaler Grundherrschaften, im 12. und 13. Jahrhundert hatten die Grafen von Genf (Genevois) allmählich die Kontrolle über dieses Gebiet verloren. Die neuen Herren erreichten es nach der Übernahme des Gebiets sich eine mehr oder weniger autonome Position zu verschaffen. Dieser Prozess war es letztlich, dem die kleine Herrschaft von Tournay ihren Ursprung zu verdanken hat. Es wird angenommen, dass diese Herrschaft im 13. Jahrhundert die Dörfer Pregny und Chambésy umfasste und unter einer lockeren Lehnsherrschaft der Herren von Gex stand. Während des Spätmittelalters wurde dieses Lehen mit den jeweiligen neuen Besitzern erneuert und seit 1353 stand es mit der Herrschaft Gex unter der Oberhoheit Savoyens. Ob diesem Herrschaftszentrum zu Beginn an eine Burg- bzw. eine Burganlage zur Verfügung stand, oder ob die Wahrnehmung der Herrschaftsrechte, was als eher wahrscheinlich angenommen wird, von einem Herrenhof aus geschah, kann aus heutiger Sicht nicht beantwortet werden.
Nachdem Bern 1536 zur Zeit der Italienischen Kriege die Waadtlande erobert hatten, nahmen sie auch die Hoheitsrechte über die Herrschaft Gex an sich. Zwar wurde die Herrschaft im Jahre 1567 dem Herzog von Savoyen Emanuel Philibert zurückgegeben, allerdings diente die Burg seither als strategischer Stützpunkt für militärische Aktionen gegen Genf. Jean de Brosses aus der Familie de Brosses, denen das Anwesen und die Burg von 1573 bis 1778 gehörte, sympathisierte um 1590 mit den Genfer Calvinisten, obwohl Tournay savoyisches Lehen war. Um sein Schloss vor den teilhabenden Kriegsparteien zu schützen, liess er eigens die Ringmauern abnehmen und die vorhandenen Wassergräben auffüllen, damit die Anlage kein savoyischer Stützpunkt mehr sein könne. Indes boten diese Massnahmen keinen Schutz, da Genfer Truppen bei einem ihrer Kriegsmärsche das Schloss abbrannten. Nachdem die 1589 begonnenen Feindseligkeiten durch den Frieden von Saint-Julien am 21. Juli 1603 beendet worden waren, begann die Familie de Brosses das Schloss neu aufzubauen, verzichteten jedoch auf die Reparatur der befestigten Strukturen und so erhielt Tournay den Charakter eines eleganten Herrenhauses.

### Vom 18. Jahrhundert bis heute
Im 18. Jahrhundert wurde die kleine Herrschaft von Tournay vom Haus Savoyen zur Grafschaft erhoben und 1758 mietete sich dort Voltaire auf Lebenszeit ein. Als er damit begann, neben seiner Arbeit dort auch Theateraufführungen darzubieten, zog er sich den Zorn der Calvnisten aus Genf zu. Daraufhin liess er sich im nur wenige Kilometer entfernten Ferney nieder, wo er grössere Bewegungsfreiheit hatte. Nach Voltaires Tod 1778 übernahm René-Augustin de Brosses das Anwesen wieder. Während der Genfer Revolution von 1782 (franz. La révolution genevoise de 1782) wurde Schloss Tournay Sitz des sogenannten Negativkomitees und während der Französischen Revolution wurde die Herrschaft Tournay aufgelöst. 1794 wurde das als Pension für kranke und genesende Mädchen im Alter von 6 bis 14 Jahren genutzte Gut aufgeteilt und an Pierre-Jean Pannisod verkauft, einen ehemaligen Bauern der Familie de Brosses. Von 1851 bis 1896 verliess die Familie Panissod das Schloss Tournay und gab es an das Internationale Komitee zur Unterstützung Verwundeter im Kriegsfall. 1915 erwarb Alfred Baur, ein Händler und Sammler asiatischer Kunst, das ganze Anwesen und liess es restaurieren. 1951, nach dem Tod von Alfred Baur, wurde das Schloss von der Baur-Stiftung übernommen. Seit 2009 ist Schloss Tournay wieder im Privatbesitz.

### Eigentümer des Anwesens und der Burg
|     | Zeitraum                | Besitzer                                                                 |
| 1.  | 12. Jahrhundert – 1384  | Adlige von Aguières oder Anières                                         |
| 2.  | 1384 – 1536             | Genthod-Familie                                                          |
| 3.  | 1536 – 1546             | Jaques de Viry (Lord von Tournay)                                        |
| 4.  | 1546 – ?                | Nicolas de Flert (Lord von Tournay) und Antoine Calvin                   |
| 5.  | ? – 1558                | Adrien de Pergrimand oder Briquemanet (Herr von Villemongis und Tournay) |
| 6.  | 1558 – 1562             | François Moncel (Lord von Tournay)                                       |
| 7.  | 1562 – 1573             | Antoine Lullin (Lord von Tournay)                                        |
| 8.  | 1573 – 1583             | Jean de Brosses (Lord von Tournay) und Pierre Lullin (Lord von Tournay)  |
| 9.  | 1583 – 1595             | Jean de Brosses (Lord von Tournay)                                       |
| 10. | 1595 – 1604             | ?                                                                        |
| 11. | 1604 – 1617             | Pierre de Brosses (Lord von Tournay)                                     |
| 12. | 1617 – 1674             | Charles de Brosses (Lord von Tournay)                                    |
| 13. | 1674 – 1741             | Claude de Brosses (Lord von Tournay)                                     |
| 14. | 1741–1778               | Charles de Brosses (Lord von Tournay)                                    |
| 15. | 1758–1778               | Voltaire                                                                 |
| 16. | 1778 – 8. Dezember 1793 | René-Augustin de Brosses (Lord von Tournay)                              |
| 17. | 10. Februar 1794–1915   | Familie Panissod (vier Generationen)                                     |
| 18. | 1915 – 9. Dezember 1951 | Alfred Baur                                                              |
| 19. | 27. Dezember 1951–2009  | Baur Foundation                                                          |
| 20. | 2009                    | Nicole Propper                                                           |

## Architektur und Anlage
Das Schloss steht auf einer leichten Anhöhe oberhalb von Pregny, hat eine Gesamtfläche von 521 m² und eine Höhe von 22 Metern. Es besteht aus zwei Türmen, die mit einem rechteckigen und zweistöckigen Wohngebäude verbundenen sind. Zum Anwesen gehört ein tiefer Trockengraben, der aber dem ursprünglichen Anwesen zuzurechnen ist. Die Reste einer ehemaligen Ringmauer, auf der einst Rundtürme standen, wurden in eine Gartenanlage eingebettet, die heute das Schloss umgibt. Obwohl sich das Anwesen über eine Gesamtfläche von 335.156 m² erstreckt, gehören zum Schloss selbst nur 331.911 m².

## Fotos

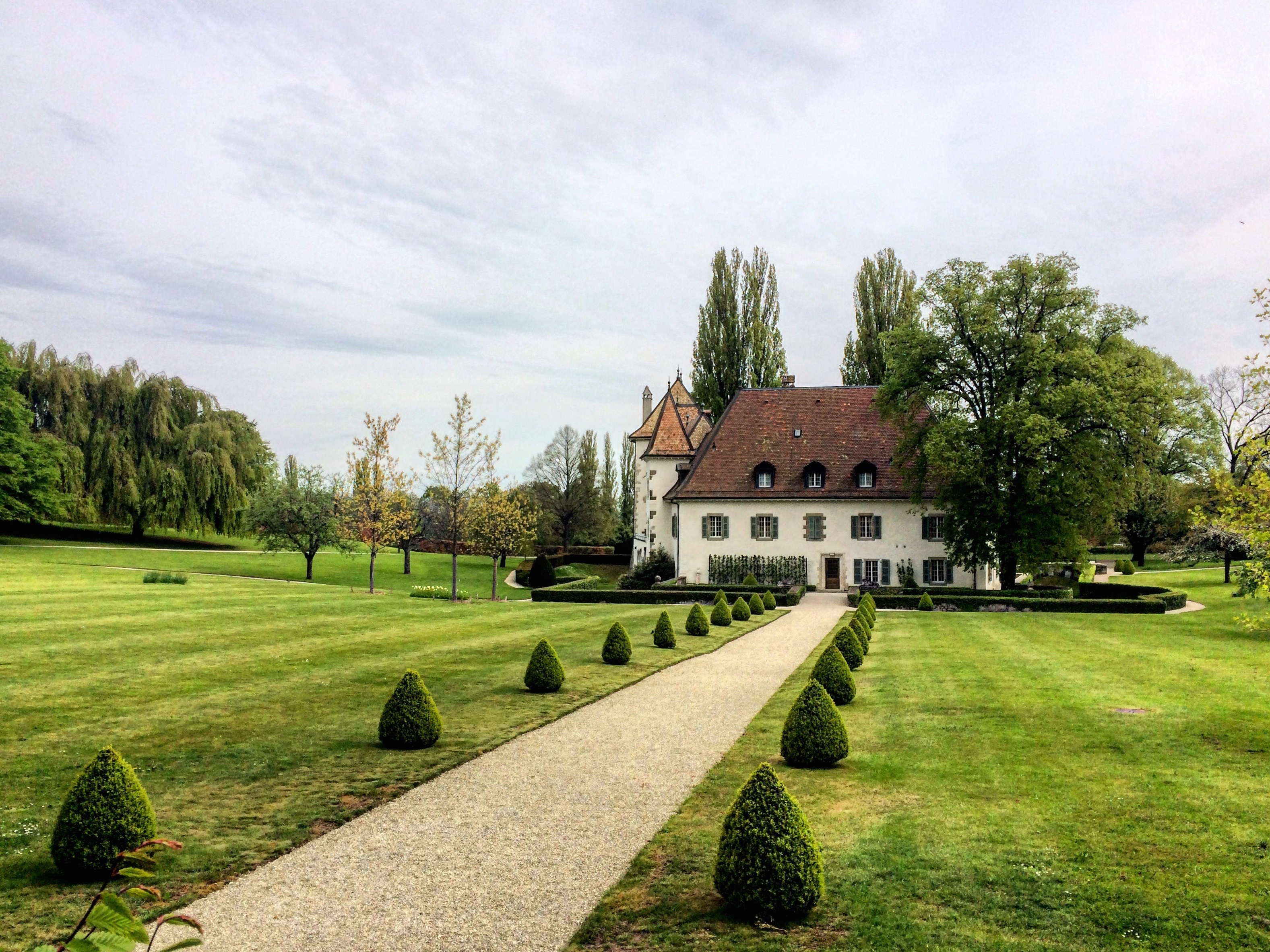
Das Schloss im Frühling
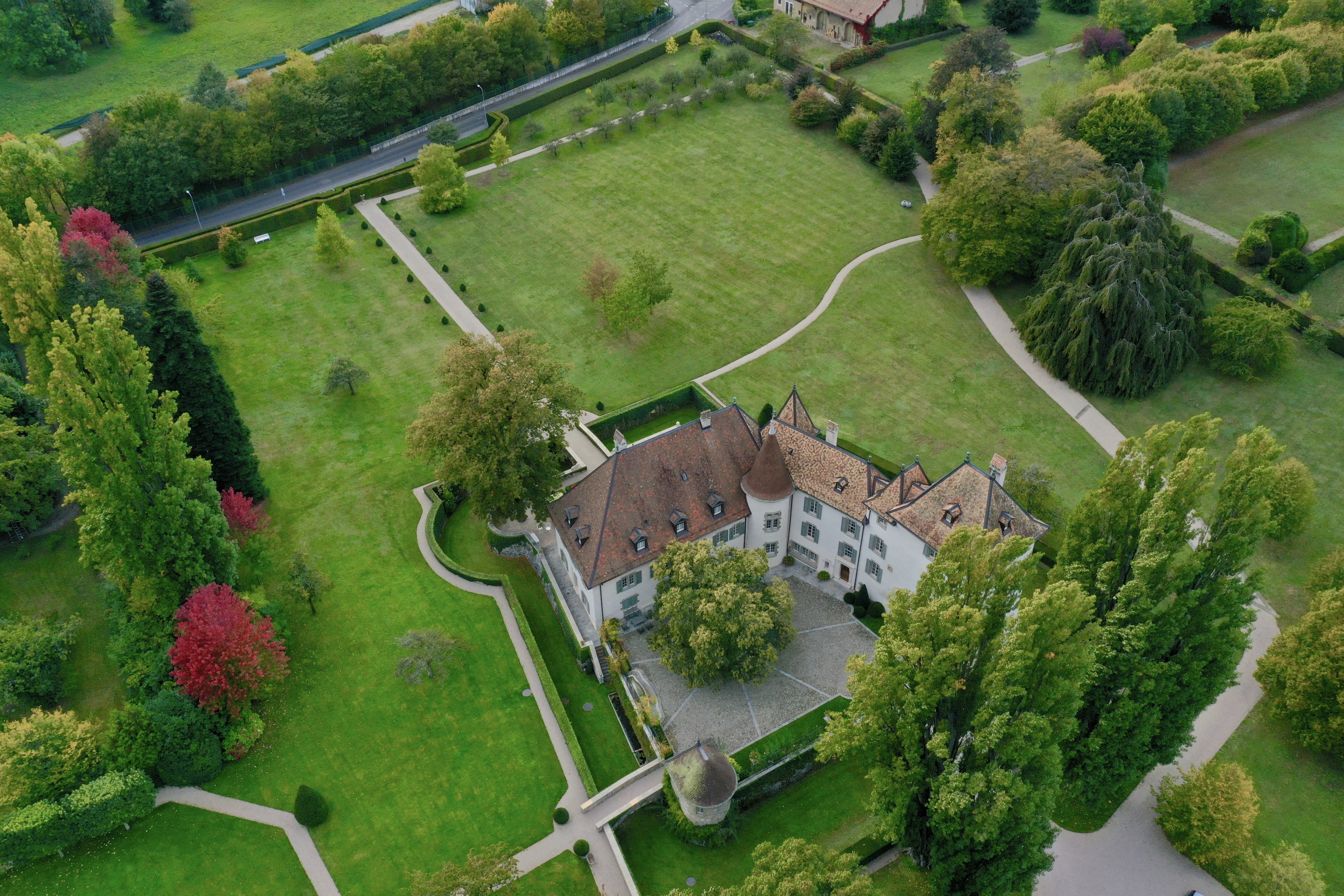
Luftaufnahme der Burg
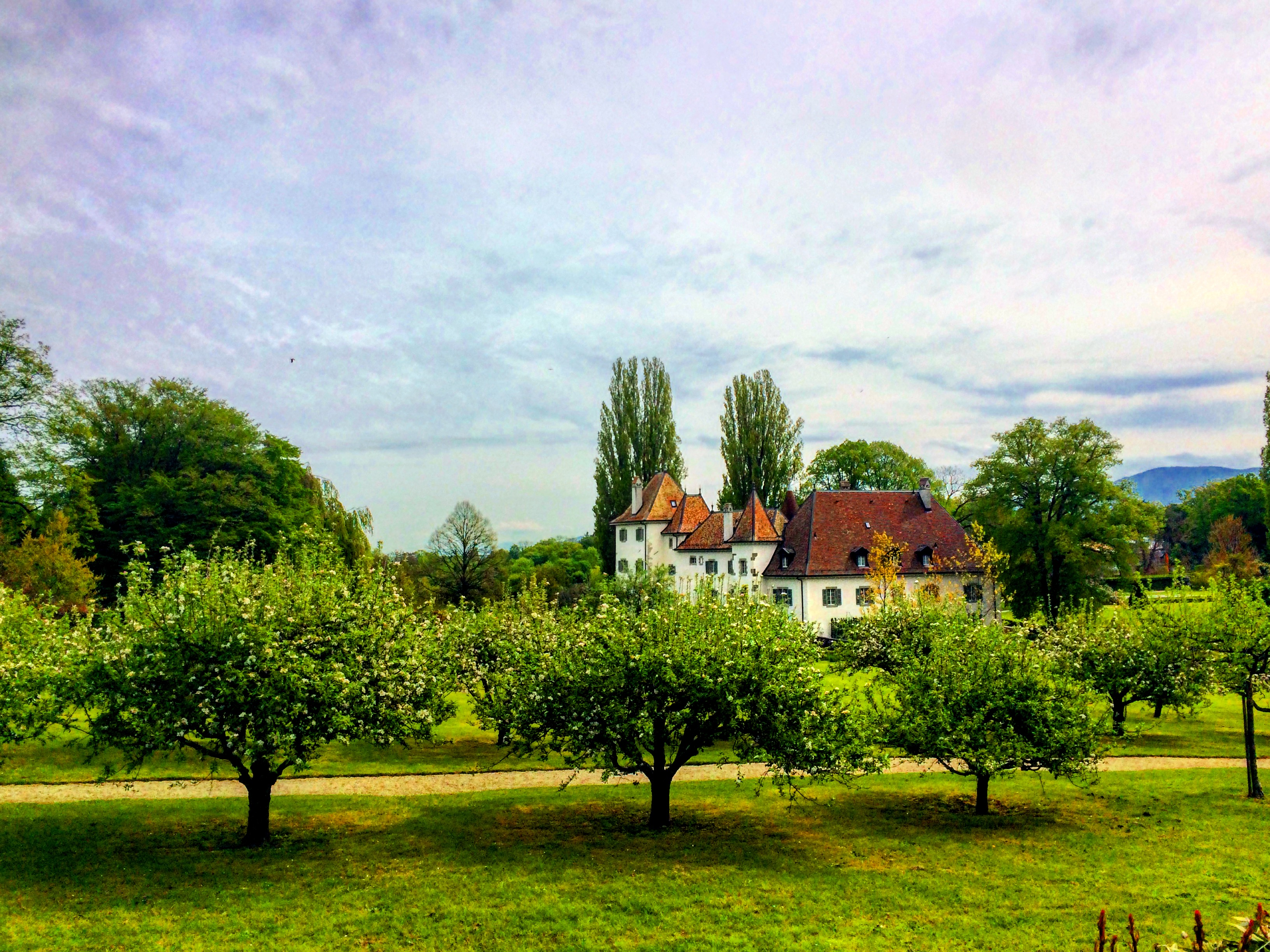
Schloss und Garten im Frühjahr
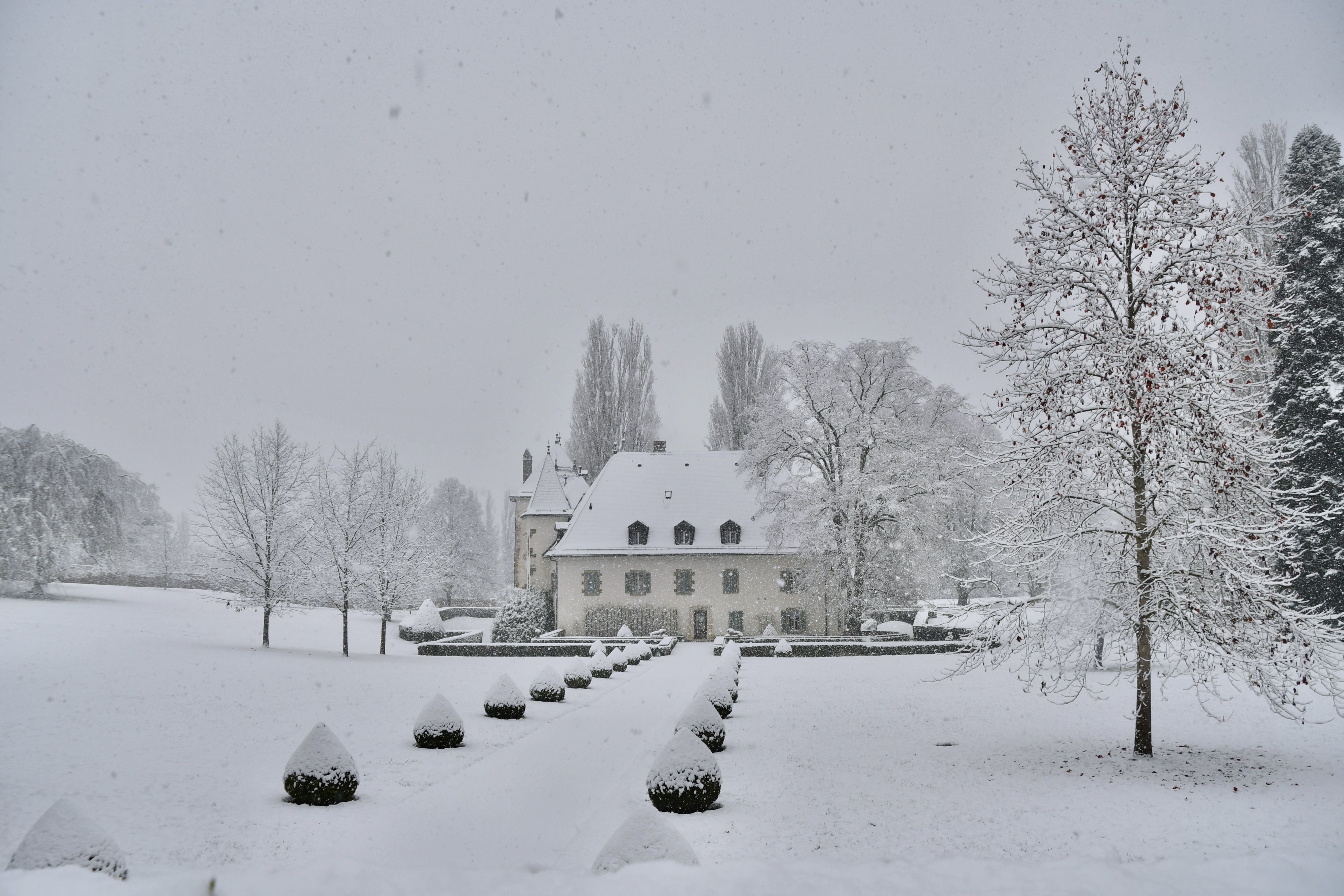
Das Schloss im Winter
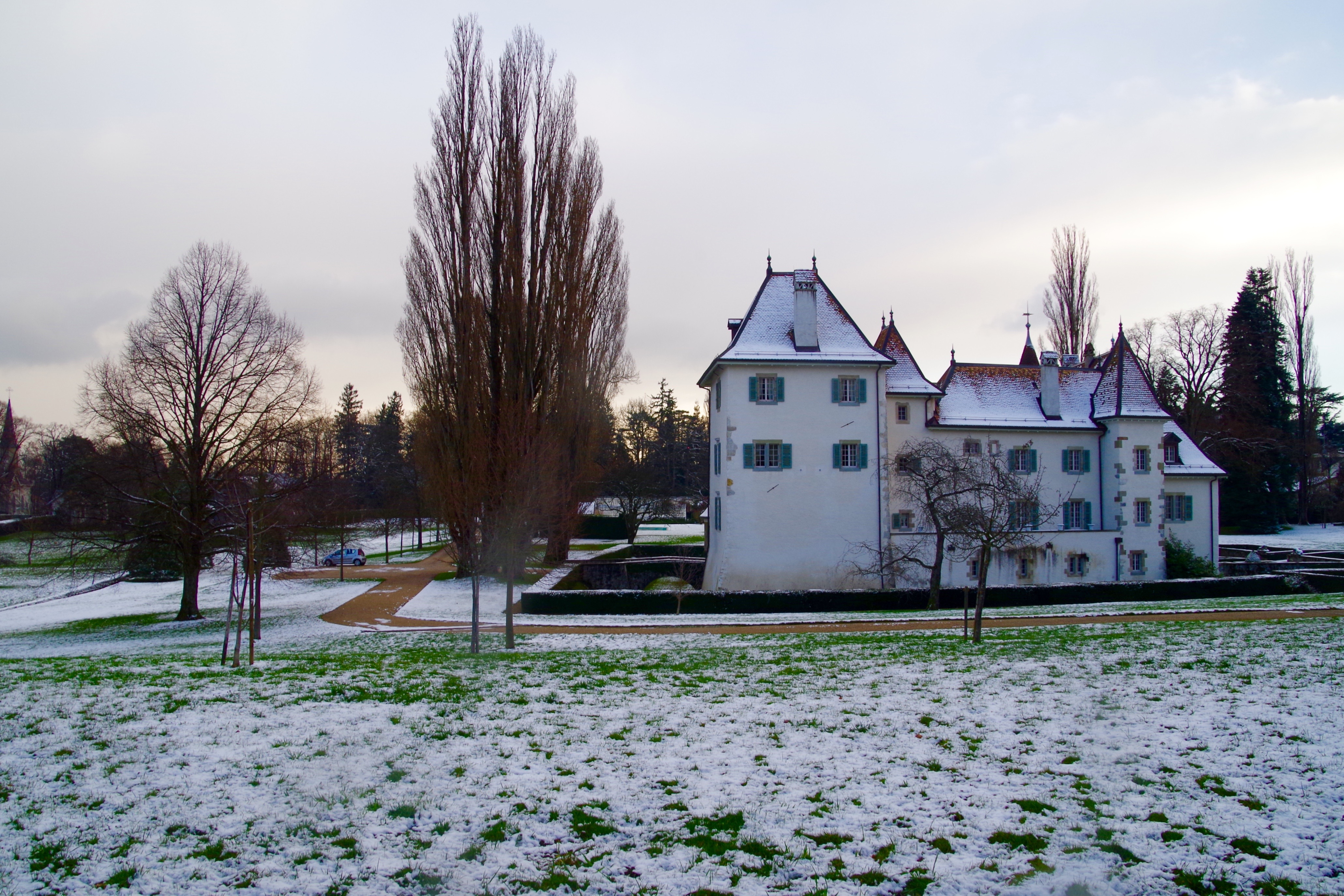
Das Schloss in der Winterzeit
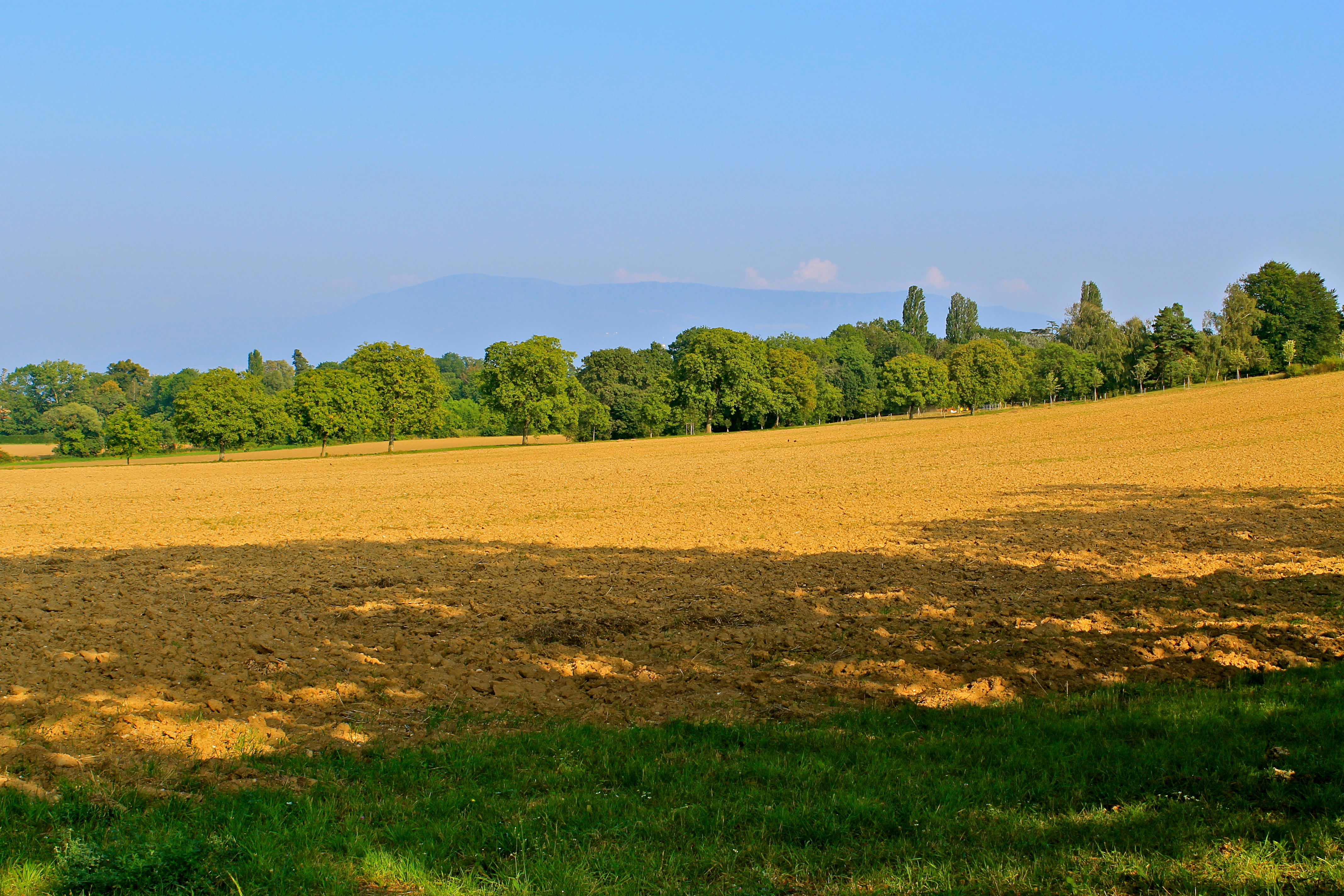
Das Tournay-Land (Flur), ehemaliges Ackerland der Herren von Tournay
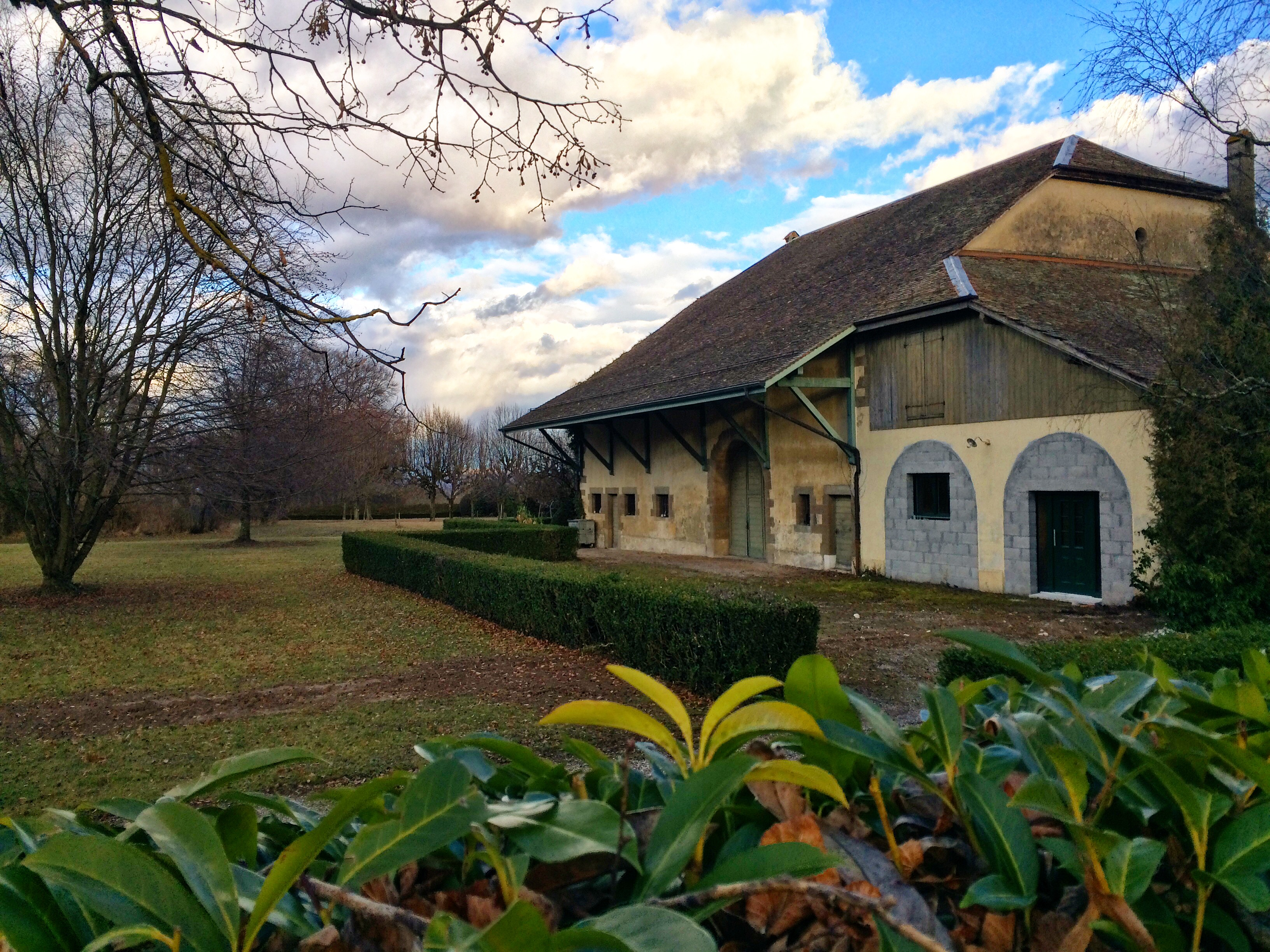
Der Bauernhof des Anwesens
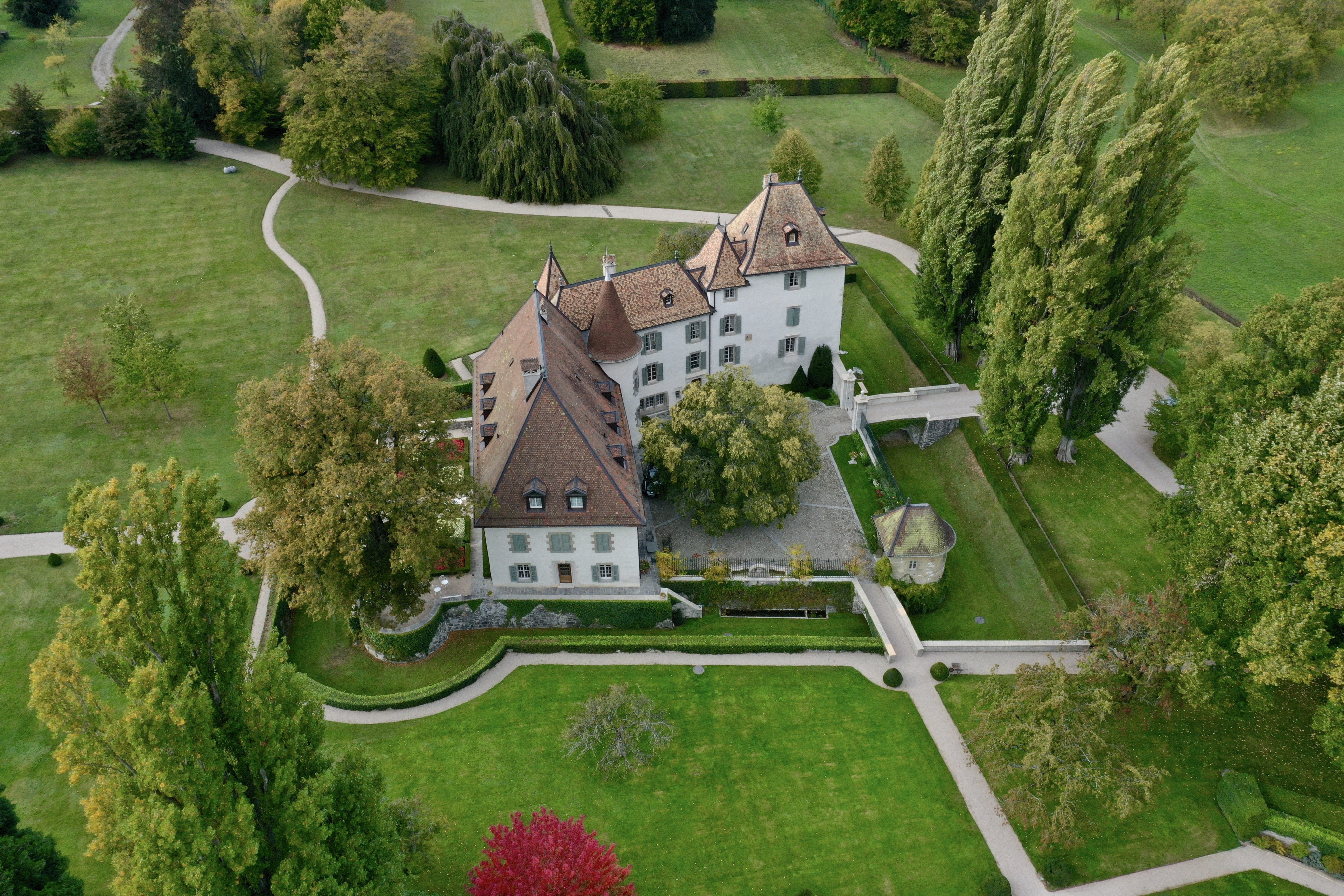
Luftaufnahme der Südfassade
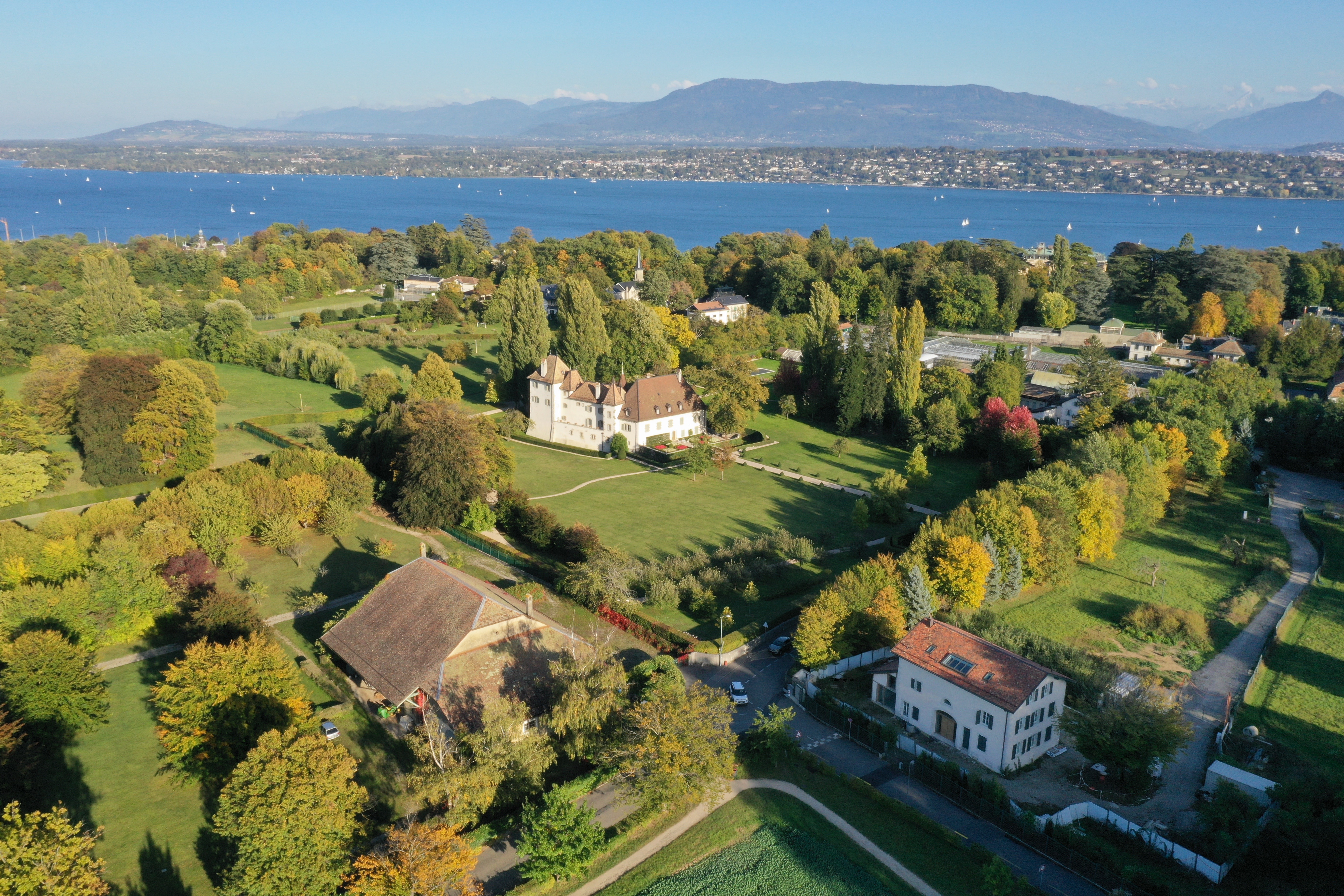
Das Schloss und der Weiler von Monthoux

## Toponymie
- Siehe auch: Toponymie von Tournai/Tournay